# 会理
会理（えり、仁寿2年（852年）- 承平5年12月24日（936年1月20日））は、平安時代中期の真言宗の僧。出自については不詳である。
出家した後、宗叡・聖宝に真言密教を学び、その後禅念からも受法した。928年（延長6年）権律師・東寺二長者に任じられ、醍醐天皇が病気の際には孔雀経法や念仏を持って奉仕した。その後権少僧都に至っている。
仏像彫刻や仏画に秀で、東寺食堂に安置される千手観音像や上醍醐の薬師如来像が遺作として現存している。また、東大寺大仏殿の柱絵や東寺灌頂院に安置される祖師像を描き、会理の活動は真言宗寺院のみならず南都・比叡山にまで及んだ。